# 义乌商报
《义乌商报》，是中华人民共和国浙江省的一份报纸，隶属于义乌市融媒体中心。報刊於1992年創辦，原名《义乌日报》，為中共义乌市委、义乌市人民政府的官方报纸，後與《小商品世界报》合併，並易今名，現為以义乌市為中心發行的經濟類都市報。

## 歷史沿革
在大跃进期间，中共義烏縣委曾创立自己的官方报刊，但在1961年前停办，之後義烏便長期沒有自己的報刊:42。1992年，中共義烏市委重新创立官方报刊《义乌报》:44，并于1993年3月建立印刷厂，正式对外出版。1998年，《义乌报》更名为《义乌日报》，成为每日出版的报刊，同年，其姊妹报《小商品世界报》创立。進入2001年後，《義烏日報》已經成為中國大陸出版最多、廣告收入最高的縣報之一，其廣告收入亦超過了部分地市報紙的收入水準，在全国仅次于《顺德报》，官方亦逐步取消了對该报的资金补助，与此同时，该报也取代浙江省的省级、地市级报刊，成为发行地义乌公信力最高的报刊:43-44。
2003年7月15日，中共中央办公厅、国务院办公厅发布关于报刊治理整顿的决定，浙江省一些县报受此影响而停办，而《义乌日报》则与同省十余家报社则因经营状况良好得以保留下来:75，2004年1月1日，《义乌日报》与《小商品世界报》合并为新的《小商品世界报》，2006年再度更名为《义乌商报》，建制延续至今。2005年，该报社还帮助邻近的浦江县创办了自己的官方报刊《今日浦江》:72。

## 現況
作為中共義烏市委、市政府的官方媒体，《義烏商報》是其向外界表達其觀點與角度的重要工具，其對該市黨政領導、行政機關的日常活動報導較多，肩負中共中央、中華人民共和國中央人民政府的政治宣傳任務，其對義烏市內經濟及文化建設經驗等本地新聞的報導內容亦較多。同时，义乌市拥有中国大陆最大的小商品批發市場，国际贸易兴盛，《義烏商報》近年增加了對中国对外贸易，“一带一路”发展状况的报导，还提供了英文版报刊，以供外国读者阅读。该报社亦为華文報章《香港文汇报》、《美国侨报》、《欧洲时报》、《南美侨报》、《非洲华侨新闻报》等提供新闻，以向世界宣传义乌。

## 外部連結
- 义乌商报的新浪微博